# Nový Sever
NOVÝ SEVER (zkratkou NS) je české politické hnutí, které bylo založeno 21. května 2014 bývalými představiteli hnutí Severočeši.cz. Hnutí působí v Ústeckém kraji, zejména v Chomutově, kde je zastoupeno sedmi členy zastupitelstva a je součástí koalice společně s hnutím ANO.
Předsedou hnutí je Karel Lipmann. Místopředsedy jsou Milan Štefanov a Milan Märc, členy předsednictva jsou ještě David Dinda a Miroslav Legner.